# 居住移転の自由
居住移転の自由（きょじゅういてんのじゆう）とは、自己の欲する所に住所または居所を定め、移転し、自己の意思に反して居住地を移されることのない自由。移動の自由とも。

## 概説
封建時代の「領民」思想は、生産者たる人民を自領内に確保することを目的に、人民の職業や住居を身分制的に固定するものであった。居住移転の自由や職業選択の自由はこのような身分制的拘束から解放するものであり、歴史的には人の自由な移動の確保によって自由な労働者の形成が図られることが近代資本主義社会の前提条件となった。しかし、市民革命期の憲法において居住移転の自由を明文で規定した例はごくわずかであった。
1919年のヴァイマル憲法111条は「すべてのドイツ人は、全ライヒ内において移住の自由を有する。各人は、ライヒの任意の場所に滞在し、かつ、定住し、土地を取得し、および各種の生産部門に従事する権利を有する。制限はライヒの法律によることを要する。」と職業選択の自由と同一の条文で規定していた。
1949年のドイツ連邦共和国基本法は第11条で移転の自由を規定した。
現代では居住移転の自由や外国移住の自由は経済活動の自由としてよりもむしろ精神的自由としての意味合いが強くなっている。
世界人権宣言第13条は移住の自由を保障し、さらに市民的及び政治的権利に関する国際規約(国際人権規約B規約)の第12条は居住の自由及び移動の自由を規定している。なお、日本は1979年に国際人権規約B規約を批准している。

## 法的性格
居住移転の自由については、経済的自由権に分類されることが普通であるが、身体的自由権あるいは精神的自由権に分類する学説もある。今日では居住移転の自由は多面的・複合的な性格を有する権利として理解する学説が有力となっている。
- 経済的自由権としての性格
人は自由な居住・移転を通じ、自己の経済生活を維持・発展させる。例えば、人が就労場所を自由に選ぶためには、居住移転の自由が確保されている必要がある。
- 身体的自由権としての性格
自己の移動したい所に移動できるという点で身体の自由としての側面も有する。身体の自由は、単に拘束されないという消極的な自由に止まらず、自分の好きな所に居住・移転する積極的な自由をも含む。
- 精神的自由権としての性格
人が自分の好むところに移動することは、表現の自由・集会の自由と密接な関係にある。また移動の自由は、人間の活動範囲を広げ、新しい人的接触の場を得る機会を与えることにより、人格の形成と成長に不可欠の条件となる。

居住移転の自由が多面的・複合的な権利であることから、その限界も、それぞれの場合に応じて具体的に検討する必要がある。精神的自由の側面に関わる場合には、経済的自由の側面に関わる場合に比べ、より厳格な審査基準を採用するべきである。

## 共通な制約
（移民もしくは移住の）市民における国際的な旅行に関する制約はありふれている。各国内では、未成年に対する旅行の自由はしばしばより大きく制限される。そして刑法は（たとえば仮釈放、保護観察、登録のようにそれが）人々に犯罪の有罪を宣告したりまたは負わせるのに適用できるよう、この権利を修正しうる。
制約は次のことを含む場合がある。
- （労働者の自由な移動もしくは移住の）労働市場の入り口での、国と地域の公式な最低限の賃金関税障壁。
- 必要に応じて導入されそして所持されなくてはならない、公式な身分証明書（国内移動許可証、市民証）。
- 国の正当性にもとづき、住所もしくはその配偶者の変更を登録するような、市民における義務。
- 住宅建設、そしてしたがって特定の区域に定住するような、保護貿易論者の局所的あるいは地域的な障壁。
- 他の個人の所有地へ侵入すること。

### 私有地間での移動の自由
いくらかの裁判権において、ある土地の私的な所有者が特定の人物らを、ショッピング・モールや公園のような、公の目的に使われる土地から排除できるものについての、その広がりにたいする疑問が生じた。

### 国内での制限
投獄の状況において最も顕著に、政府は犯罪の有罪を宣告された人物の、居住移転の自由を一般的に鋭く規制するかもしれない。

### 特定の国における入国制限
査証規制指数（英: Visa Restrictions Index）は、その国が幾つかの国にたいして査証なしに入国を認める人数によって国々を順位づけする。世界の多くの国々は、それらの領土にはいるその市民ではないものにたいして、査証もしくは入国の許可のいくらかのそのほかの書類を要求する。

### 特定の国における出国制限
多くの国々は、有効な旅券、国際的な組織が発行した旅行書類または、幾らかの場合、身分証明書をもって、それらの市民が出国することを要求する。発行の条件と、旅券の発行を与えることを政府当局が拒絶することは、国々によって異なる。

## 日本

### 大日本帝国憲法（明治憲法）
大日本帝国憲法（明治憲法）は居住移転の自由について「法律ノ範囲内ニ於テ」認めていた。
明治憲法下の権利保障は原則として「法律ノ範囲内ニ於テ」または「法律ニ定メタル場合ヲ除ク外」認めるというものであった（法律の留保）。
美濃部達吉はこの条文には国境外に移住する自由を含むと解していた。
また、伊藤博文の「憲法義解」は「定住シ借住シ寄留シ及営業スルノ自由」と捉えて営業の自由は居住移転の自由に含むものと捉えていた。しかし、当時の学説における通説は営業の自由は憲法上保障されていないと解釈されていた。

### 日本国憲法
日本国憲法は居住移転の自由について22条1項に規定を置いている。

#### 移動の自由
日本国憲法第22条第1項の保障する居住移転の自由については、国内において住所又は居所を定めそれを移転する自由に限定されるのか、旅行の自由のように人間の移動の自由を含むかで学説は分かれる。

#### 「公共の福祉」の解釈
日本国憲法第22条第1項の「公共の福祉」と、居住移転の自由の関係について学説は分かれており、
1. 居住移転の自由は経済的自由権であるとして職業選択の自由と同様に、日本国憲法第22条第1項の「公共の福祉」による政策的制約を受けるとする説
2. 居住移転の自由は、経済的自由権の一種とみるべきではないとして、日本国憲法第22条第1項の「公共の福祉」による制約は、職業選択の自由のみにかかるもので、居住移転の自由は日本国憲法第13条の「公共の福祉」による内在的制約のみを受け、政策的制約は許されないとする説
3. 日本国憲法第22条の文言から、居住移転の自由も職業選択の自由と同様に、第22条の「公共の福祉」による制約を受けるが、居住移転の自由について、それが民主制の本質的自由など経済的自由の側面に関わらないものであるときは、精神的自由に近似した基準を適用すべきであるとする説

がある。

#### 居住移転の自由の制約
居住移転の自由も一定の制約を受ける。
- 人身の自由の側面に向けられた制約
  - 懲役刑や禁錮刑を受けた者の刑務所への拘禁（「刑法」）[15]
  - 親権者の子に対する居所指定（「民法」821条）[15]
  - 本人の保護及び社会衛生上の見地からの患者の強制入院や隔離（「精神保健及び精神障害者福祉に関する法律」第29条等）[15]
- 経済的自由の側面に向けられた制約
  - 破産目的の遂行のための破産者の居住に係る制限（「破産法」第37条）[16]
  - 職務の特殊性のための居住場所の制限（「自衛隊法」第55条等）[16]

#### 海外渡航の自由の問題
外国移住の自由については居住移転の自由（1項）とは別に日本国憲法第22条2項に規定されている。一時的な海外渡航の自由について、日本国憲法第22条の第1項と第2項のどちらで保障されているか見解は対立している。

#### 都会地転入抑制法
日本国憲法施行後の1947年（昭和22年）12月22日、都市部の人口集中問題を解消させるため都会地転入抑制法が施行。1都13市への転入が禁止されたが、翌年末に迎えた時限立法の期限をもって廃止された。

## 周辺資料
- 伊藤正己『憲法』［第3版］弘文堂〈法律学講座双書〉、1995年。NCID BN13665850。著者は元最高裁判事。基本的人権、統治機構の問題を解説した体系書。1995年当時の時宜を反映する問題や最高裁の重要な憲法判断などの論点・判例を盛り込む。
- 佐藤幸治『憲法』［第3版］青林書院〈現代法律学講座5〉、1995年。NCID BN12509576。憲法学習の基本書。第2版改訂箇所『第4編　基本的人権の保障』ほかを踏まえ、その後の学説・判例の動向を追った。別注に本文から割注（重要判例・論点）を抽出。
- Bauböck, Rainer ; Perchinig, Bernhard ; Sievers, Wiebke. (2009) Citizenship policies in the New Europe. 改訂補完版、アムステルダム大学出版局〈IMISCOE調査報告書〉、NCID BB00163877。

## 引用文献
主な編著者の順。
- 芦部信喜『憲法学III人権各論(1)増補版』有斐閣、2000年、560頁。
- 阿部照哉 編『憲法 2 基本的人権（2）』有斐閣〈有斐閣双書〉、1975年、122、139頁。
- 小嶋和司、立石眞『憲法概観』 9巻（第7版）、有斐閣〈有斐閣双書〉、2011年、113頁。ISBN 978-4-641-11278-0。
- 樋口陽一、佐藤幸治、中村睦男、浦部法穂『憲法II』 2巻、青林書院〈注解法律学全集〉、1997年、89頁。ISBN 4-417-01040-4。

洋書
- Dowty, Alan (1989). Closed Borders: the Contemporary Assault on Freedom of Movement. Yale University Press. NCID BA04189026
- Bauböck, Rainer (2009). “Global Justice, Freedom of Movement and Democratic Citizenship”. European Journal of Sociology 01 (1):  50. doi:10.1017/s000397560900040x.